# 台北凤丫蕨
台北凤丫蕨（学名：Coniogramme taipeiensis）为裸子蕨科凤丫蕨属下的一个种。

## 扩展阅读
- 維基物種上的相關：台北凤丫蕨